# Чуфаровская, Любовь Ивановна
Любовь Ивановна Чуфаровская (6 сентября 1915, Москва — 9 февраля 1998, Москва) — советский скульптор, керамист. Член Союза художников СССР.

## Биография
Родилась в семье служащего Фабрики льняных изделий «Наследники П. А. Сакина» Ярославской губернии, которая имела свое представительство в Москве.
С 1935 по 1938 год, училась в Московском художественном педагогическом училище изобразительных искусств памяти восстания 1905 года на отделение «Живопись». Её преподавателями и художественными руководителями в разные годы были А. М. Герасимов и Н. П. Крымов.
С 1938 г. по 1947 г. училась в Московском институте прикладного и декоративного искусства, рисунок и скульптуру преподавали А. А. Дейне́ка и Е. Ф. Белашова.
В 1949 году, была принята в члены Союза художников СССР. Работала в области станковой скульптуры, успешно работала с керамикой, развивала декоративные и традиционные формы, посвященные природе, темам материнства и детства.
Работы скульптора были представлены на Всесоюзной художественной выставке 1950 г. в Третьяковской галерее, на Выставке советского изобразительного искусства 1951 г. в Берлине, на Выставке произведений московских скульпторов 1953 г., на Выставке скульптуры 1957 г. в Москве в Доме художника и других[каких?].
Произведения Любови Ивановны входят в коллекции Государственного Владимиро-Суздальского историко-архитектурного и художественного музея-заповедника, Рязанского областного художественного музея, Орловского музея изобразительных искусств и др[каких?], а также находятся в частных коллекциях.
Л. И. Чуфаровской созданы около ста скульптурных и декоративно-прикладных произведений. В городе Сафоново, Смоленской области установлен памятник-бюст герою Советского Союза генералу Ф. А. Боброву.
В Москве на зданиях, где жили народные художники А. М. Герасимов и Н. П. Крымов, народная артистка СССР певица К. Г. Держинская, установлены памятные доски, созданные Л. И. Чуфаровской.
Любовь Ивановна Чуфаровская скончалась в 1998 году в Москве в возрасте 83-х лет и похоронена на Введенском кладбище.

## Семья
Муж — Федоров Борис Николаевич, искусствовед, директор Дома-музея С. Т. Коненкова в Москве. Участник Великой Отечественной войны, фронтовик. Вел большую личную переписку с выдающимися деятелями советского искусства: С.Т. Коненковым, Е. Ф. Белашовой, И. Л. Андрониковым. Опубликовал научные работы о творчестве скульпторов С. Т. Коненкова, И. Д. Шадра, Е. Ф. Белашовой, Н. А. Андреева и др[кого?].